# Deflowered
Deflowered is het tweede studioalbum van de Amerikaanse queercore-band Pansy Division. Het in juni 1994, net zoals voorgaand album, uitgegeven door Lookout! Records. Het is het eerste album van de band waar drummer Liam Hart aan meegewerkt heeft.

## Nummers
1. "Reciprocate" - 2:52
2. "Groovy Underwear" - 3:38
3. "Anonymous" - 2:55
4. "Fluffy City" - 3:22
5. "James Bondage" - 2:51
6. "Negative Queen" - 3:21
7. "Denny" - 2:38
8. "Rachbottomoff" - 4:02
9. "Beercan Boy" - 2:13
10. "Kissed" - 2:29
11. "A Song of Remembrance for Old Boyfriends" - 3:26
12. "Deep Water" - 2:08
13. "Not Enough of You to Go Around" - 2:23
14. "New Pleasures" - 3:31
15. "Homosapien" (cover van Pete Shelley) - 2:18

## Band
- Jon Ginoli - zang, gitaar
- Chris Freeman - zang, basgitaar
- Liam Hart - drums